# Luksemburg na Letnich Igrzyskach Olimpijskich 1948
Luksemburg na Letnich Igrzyskach Olimpijskich 1948 w Londynie reprezentowało 47 zawodników.